# Ungrateful
| Recensione        | Giudizio |
| ----------------- | -------- |
| AllMusic          |          |
| Alternative Press |          |
| Kerrang!          |          |
| Q                 |          |
| Rock Sound        |          |

Ungrateful è il quarto album in studio del gruppo musicale statunitense Escape the Fate, pubblicato nel 2013.

## Tracce
Testi e musiche di Michael Money, Bryan Money e Craig Mabbitt, eccetto dove indicato.
1. Ungrateful – 3:23 (Michael Money, Bryan Money, Brandon Saller)
2. Until We Die – 4:26
3. Live Fast, Die Beautiful – 3:52 (Michael Money, Bryan Money, Craig Mabbitt, John Feldmann, Caleb Shomo)
4. Forget About Me – 3:04 (Michael Money, Bryan Money, Craig Mabbitt, John Feldmann, Martin Johnson)
5. You're Insane – 3:34 (Michael Money, Bryan Money, Brandon Saller)
6. Chemical Love – 3:28
7. Picture Perfect – 3:51 (testo: Michael Money, Bryan Money, Craig Mabbitt, John Feldmann, Patrick Stump, John Michael Montgomery – musica: Michael Money, Bryan Money, Craig Mabbitt, John Feldmann, Patrick Stump)
8. Risk It All – 4:00 (Michael Money, Bryan Money, John Feldmann)
9. Desire – 2:45 (testo: Michael Money, Bryan Money, Joseph Angel – musica: Michael Money, Bryan Money)
10. One for the Money – 3:19 (Michael Money, Bryan Money, Craig Mabbitt, John Feldmann, Martin Johnson)
11. Fire It Up – 3:53 (testo: Michael Money, Bryan Money, Craig Mabbitt, Brandon Saller, Joe Cotela, Julien Jorgenson – musica: Michael Money, Bryan Money, Craig Mabbitt, Brandon Saller, Joe Cotela, Julien Jorgenson, Matt McCloskey)

Edizione deluxe
- CD

1. I Alone – 3:53 (testo: Escape the Fate – musica: Michael Money, Bryan Money, Craig Mabbitt, John Feldmann)
2. Father, Brother – 2:47 (testo: Escape the Fate)

- DVD

1. Ungrateful (live)
2. The Flood (live)
3. 10 Miles Wide (live)
4. Live Fast, Die Beautiful (live)
5. Issues (live)
6. You're Insane (live)
7. Something (live)
8. Until We Die (live)
9. Gorgeous Nightmare (live)
10. The Guillotine (live)
11. This War Is Ours (live)
12. The Aftermath (live)
13. Ungrateful (music video)
14. You're Insane (music video)

Edizione deluxe di iTunes
1. I Alone – 3:53 (testo: Escape the Fate – musica: Michael Money, Bryan Money, Craig Mabbitt, John Feldmann)
2. Father, Brother – 2:47 (testo: Escape the Fate)
3. Losing Control – 3:53 (testo: Escape the Fate)
4. Ungrateful (music video) – 5:24
5. You're Insane (music video) – 3:48

Edizione deluxe giapponese
1. I Alone – 3:53 (testo: Escape the Fate – musica: Michael Money, Bryan Money, Craig Mabbitt, John Feldmann)
2. Father, Brother – 2:47 (testo: Escape the Fate)
3. Apologize – 3:16 (testo: Escape the Fate)

## Formazione

### Gruppo
- Craig Mabbitt – voce
- Monte Money – chitarra solista, tastiera, cori
- Michael Money – chitarra ritmica, cori
- TJ Bell – basso, cori
- Robert Ortiz – batteria, percussioni, cori

### Altri musicisti
- Brandon Saller – cori
- Courtney Ballard – programmazione
- Jeremy Hatcher – programmazione
- Brandon Paddock – programmazione

### Produzione
- John Feldmann – produzione
- Brandon Saller – produzione
- Monte Money – produzione
- Danny Wimmer – produzione esecutiva
- Clay Busch – produzione esecutiva
- Courtney Ballard – ingegneria del suono
- Jeremy Hatcher – ingegneria del suono
- Brandon Paddock – ingegneria del suono
- Matt Pauling – ingegneria del suono
- Josh Wilbur – missaggio
- Brad Blackwood – mastering
- Sara Bowyer – direzione artistica
- Rohan Ocean – direzione artistica
- Rick Stitch – direzione artistica

## Classifiche
| Classifica (2013)         | Posizione massima |
| ------------------------- | ----------------- |
| Australia                 | 34                |
| Stati Uniti               | 27                |
| Stati Uniti (alternative) | 6                 |
| Stati Uniti (digital)     | 22                |
| Stati Uniti (hard rock)   | 2                 |
| Stati Uniti (independent) | 5                 |
| Stati Uniti (rock)        | 7                 |
| Stati Uniti (tastemaker)  | 23                |
| Stati Uniti (sales)       | 27                |